# Los Apaches

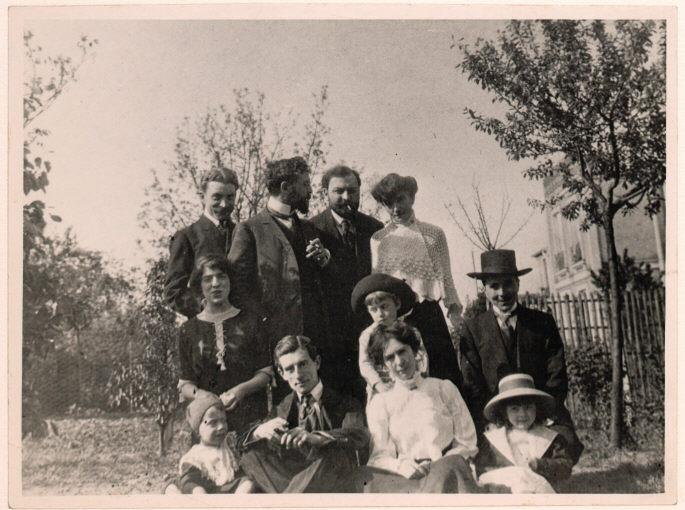
Encuentro en casa de los Schmitt en Saint-Cloud, hacia 1910. De izquierda a derecha, primera fila: Roger Haour, Maurice Ravel, Jeanne y Christiane Pivet; 2.ª fila: Jane Haour, "Raton" Schmitt, Léon Pivet; 3.ª fila: Paul Sordes, Florent Schmitt, Léon-Paul Fargue, Jeanne Schmitt

Los Apaches o Sociedad de los Apaches (en francés: Les Apaches o Société des Apaches) fue un grupo de músicos, escritores y artistas franceses, formado cerca de 1900.

## Miembros
Entre los miembros del grupo estaban:
- Édouard Bénédictus, pintor, compositor y científico.
- Michel-Dimitri Calvocoressi, escritor y crítico musical.
- Maurice Delage, compositor.
- Manuel de Falla, compositor.
- Léon-Paul Fargue, poeta.
- Lucien Garban, editor musical, arreglista.
- Désiré-Émile Inghelbrecht, compositor y director de orquesta.
- Tristan Klingsor, poeta, pintor y teórico del arte.
- Maurice Ravel, compositor, pianista y director de orquesta.
- Florent Schmitt, compositor.
- Paul Sordes, pintor
- Igor Stravinsky, compositor y pianista.
- Ricardo Viñes, pianista.
- Émile Vuillermoz, escritor y crítico musical.

## Origen del término
Fue llamado así por el grupo después de cruzarse accidentalmente con un vendedor de periódicos que exclamó "Attention les apaches!". Pronto adaptaron el nombre, que en francés significaba vándalo. Su miembro más distinguido, Ravel, sugirió que adaptasen el primer tema de la Sinfonía n° 2 de Aleksandr Borodín como melodía del grupo, idea que todos aceptaron. El grupo se reunía cada sábado, más a menudo en la casa de Sordes; alternativamente, se encontraban en la de Klingsor.
El grupo se reunió alrededor de la ópera Pelléas et Mélisande de Claude Debussy con un efecto particularmente controvertido. Ravel dedicó los movimientos de su obra para piano Miroirs a los miembros de los Apaches. Stravinski haría lo propio en su obra "Tres poemas de la lírica japonesa".